# Enfield (Connecticut)
Enfield és una població dels Estats Units a l'estat de Connecticut. Segons el cens del 2005 tenia 45.441 habitants.

## Demografia
Segons el cens del 2000, Enfield tenia 45.212 habitants, 16.418 habitatges i 11.394 famílies. La densitat de població era de 523 habitants/km².
Dels 16.418 habitatges en un 31,1% hi vivien nens de menys de 18 anys, en un 55,7% hi vivien parelles casades, en un 10,2% dones solteres, i en un 30,6% no eren unitats familiars. En el 25% dels habitatges hi vivien persones soles el 9,5% de les quals corresponia a persones de 65 anys o més que vivien soles. El nombre mitjà de persones vivint en cada habitatge era de 2,53 i el nombre mitjà de persones que vivien en cada família era de 3,04.
Per edats la població es repartia de la següent manera: un 22,6% tenia menys de 18 anys, un 7,6% entre 18 i 24, un 34,2% entre 25 i 44, un 21,9% de 45 a 60 i un 13,7% 65 anys o més.
L'edat mediana era de 37 anys. Per cada 100 dones de 18 o més anys hi havia 112,7 homes.
La renda mediana per habitatge era de 52.810 $ i la renda mediana per família de 60.528 $. Els homes tenien una renda mediana de 42.335 $ mentre que les dones 31.082 $. La renda per capita de la població era de 21.967 $. Aproximadament el 2,8% de les famílies i el 4% de la població estaven per davall del llindar de pobresa.